# 125476 Frangarcia
125476 Frangarcia è un asteroide della fascia principale. Scoperto nel 2001, presenta un'orbita caratterizzata da un semiasse maggiore pari a 2,3707263 UA e da un'eccentricità di 0,1361807, inclinata di 7,31222° rispetto all'eclittica.